# Славко Марић
Славко Марић (Горажде, 7. марта 1984) бивши је српски фудбалер.

## Трофеји и награде
Хајдук Београд
- Друга лига Србије и Црне Горе: 2003/04.[3]

Младост Лучани
- Прва лига Србије: 2006/07.[4]

Дила Гори
- Прва лига Грузије: 2014/15.[5]